# Объяснительная журналистика
Объяснительная журналистика (англ. explanatory journalism) — жанр журналистики, направленный на попытки объяснить текущие события или факты более простыми средствами, языком, доступным любому, даже самому неподготовленному читателю. Статьи в жанре объяснительной журналистики могут быть оформлены различным образом: в виде списков вопросов-ответов, «карточек», инфографики, могут сопровождаться картинками или роликами. Текст в этом жанре намеренно упрощается, термины заменяются простыми словами.

## История
Несмотря на то, что эксперты полагают, что журналистика с момента своего появления выполняла в том числе и объяснительную функцию, общепринято отсчитывать историю данного жанра с 1980-х гг., когда редактор The St. Petersburg Times Джин Паттерсон начал выступать за развитие «объяснительной журналистики». Он полагал, что для описания современных научных, экономических, политических и других проблем требуется новый вид журналистов, которые будут скорее учителями, чем писателями, и помогут читателям понять, почему те или иные факты или события заслуживают внимания. Паттерсон назвал новый подход «объяснительной журналистикой». А уже в 1985 г. в рамках Пулитцеровской премии появилась новая номинация — за объяснительную журналистику («Explanatory journalism», с 1998 г. «Explanatory reporting»). В 1984 г. последователь Джина Паттерсона Рой Питер Кларк опубликовал эссе, написанное для Washington Journalism Review «Making Hard Facts Easy Reading», ставшее, по сути, первым пособием по объяснительной журналистике. В дальнейшем во многих газетах и журналах появлялись статьи, написанные в этом жанре с использованием графиков, диаграмм и фотографий для облегчения понимания читателем темы.

## Настоящее время
Новый виток развития объяснительной журналистики начался весной 2014 г., когда Эзра Кляйн (англ. Ezra Klein), бывший журналист Washington Post создал ресурс Vox, который за короткий срок стал одним из самых популярных новостных интернет-проектов. Многие журналисты, в том числе и Дэвид Леонхардт, основатель Upshot Архивная копия от 25 февраля 2016 на Wayback Machine, считают, что появление Vox и подобных ему проектов связано с тем, что в интернете в свободном доступе находится масса данных, которые не только не проясняют ситуацию, но и ещё более запутывают читателя. Таким образом, возникла необходимость в появлении ресурса, который мог бы внести ясность и простым языком объяснить происходящие события.

Концептуально объяснительная журналистика не зависит от формата издания, поскольку в качестве метода подачи контента она может быть использована, как в локальных изданиях, рассчитанных на довольно небольшие местные аудитории, так и в национальных/федеральных, собирающих существенно большую по охвату читательскую аудиторию.

## «Старая» и «новая» объяснительная журналистика
Между объяснительной журналистикой 1980-х гг. и понятием настоящего времени существует довольно большая разница. Если в 1980-х гг. объяснительная журналистика была скорее жанром, который подразумевал глубокий анализ фактов, погружения в ситуацию, то в настоящее время под объяснительной журналистикой понимают скорее формат подачи материала. Простота для понимания — основная особенность такого формата. Рой Питер Кларк, например, говорит о том, что новый формат объяснительной журналистики отличает, в первую очередь, больший объём и роль визуализаций. Кроме формата, «старую» и «новую» объяснительную журналистику отличает ещё и ресурс. «Старая» объяснительная журналистика — это статьи, в основном, в печатной прессе, «новая» — интернет-проекты.

## Основные интернет ресурсы
- Vox.com Архивная копия от 10 ноября 2021 на Wayback Machine

Американский новостной сайт Vox в ведении Vox Media. Он был основан Эзрой Кляйн и запущен в апреле 2014 года. Основные участники: Мэтью Иглесиас, Дилан Мэтьюз, и Мелисса Белл. Его особенность — многократное использование «карточек», которые содержат контекст и ключевые определения, связанные с темой статьи.
- Upshot Архивная копия от 25 февраля 2016 на Wayback Machine

Проект в рамках NYT, созданный бывшим главой вашингтонского бюро газеты Дэвидом Леонхардтом, специализируется на визуализации данных. Основной конкурент Vox.com.
- APPARAT.CC Архивная копия от 22 ноября 2018 на Wayback Machine

Русскоязычный интернет журнал, который специализируется на объяснении роли технологий в современном обществе, был запущен в 2013 г. В тексты статей на APPARAT.CC включается справочная информация.
- MEDUZA.IO Архивная копия от 17 октября 2015 на Wayback Machine

Проект бывшей команды Lenta.ru позиционирует себя как независимый новостной сайт, предпочитающий «журналистику факта», а не субъективное мнение. Не является представителем жанра «объяснительной журналистики» в чистом виде, однако используют «карточки» для описания событий и раскрытия контекста.
- QUARTZ

Новостной проект, ориентированный на деловые сообщества, публикующий «творческую и интеллектуальную журналистику». Использует специальный скрипт Chartbuilder, который позволяет быстро генерировать графики и диаграммы, в результате упрощается восприятие сложных данных.

## Основные характеристики
Согласно Рою Питеру Кларку, основными характеристиками современной объяснительной журналистики являются:
- отсутствие лишней или маловажной информации в текстах;
- за один раз рассказывается только одна сложная история;
- перевод терминов на понятный читателю язык;
- использование аналогий и сравнений;
- простые предложения;
- цифры и другие данные;
- больше визуализаций;
- списки фактов, хронология событий.

## Критика
В первую очередь, ставится под сомнения само существование жанра объяснительной журналистики. Объяснительная функция — одна из основных функций любой журналисткой статьи.
Сомнения вызывает и объективность статей. Статьи в объяснительной журналистике пишутся с авторской позиции, соответственно, несут на себе отпечаток мнения автора.
Подвергается сомнению доказательная база исследований. Альберто Кайро в статье «Журналистике данных нужны собственные стандарты» заявляет, что отбор информации для статей или «карточек» осуществляется очень выборочно, и выводы, к которым приходят авторы, не соответствуют действительности. Автор считает, что настоящая объяснительная журналистика требует много времени, вложений, а значит должна быть серьёзным исследованием.
Филипп Колесник в статье «Все, что вы хотели знать про объяснительную журналистику» утверждает, что зачастую статьи и «карточки» на Vox.com довольно поверхностны и не дают полного понимания ситуации.
Ом Малик заявляет, что объяснительная журналистика практически не вызывает эмоционального отклика у читателей, что, по его мнению является «плохой новостью».